# Wybcz
Wybcz is een plaats in het Poolse district  Toruński, woiwodschap Koejavië-Pommeren. De plaats maakt deel uit van de gemeente Łubianka en telt 450 inwoners.